# Telluro-
Le préfixe telluro-, lorsqu'il est utilisé pour un composé chimique, signifie que l'atome d'oxygène (ou de soufre) dans le composé a été remplacé par un atome de tellure. Ce terme est souvent utilisé en chimie organique.
Il s'utilise comme les préfixes thio- ou séléno- indiquant respectivement des analogues soufrés ou sélénés. Par exemple, le mot éther se réfère à un composé contenant de l'oxygène ayant la structure chimique R-O-R' alors que le mot telluroéther se réfère à l'analogue telluré de structure R-Te-R'.
Le préfixe telluro- dérive du mot latin tellus, telluris, de genre féminin signifiant la Terre, le globe terrestre qui donne aussi nom à la déesse romaine de la terre Tellus.

## Exemples
- Cystéine → Tellurocystéine
- Méthionine → Tellurométhionine
- Amide → Telluroamide